# 纳尔辛格阿尔
纳尔辛格阿尔（Narsingarh），是印度特里普拉邦West Tripura县的一个城镇。总人口6819（2001年）。

## 人口
该地2001年总人口6819人，其中男性3744人，女性3075人；0—6岁人口679人，其中男336人，女343人；识字率70.88%，其中男性为78.45%，女性为61.66%。